# Otis Redding
Otis Redding (Dawson, Geórgia, 9 de setembro de 1941 - Madison, Wisconsin, 10 de dezembro de 1967) foi um cantor e compositor norte-americano. Ele é considerado um dos maiores cantores da história da música popular americana e um artista seminal no soul e no rhythm and blues. O estilo de canto de Redding se inspirou na música gospel que precedeu o gênero. Seu estilo de canto influenciou muitos outros artistas de soul dos anos 1960. Redding nasceu em Dawson, Geórgia e, aos 2 anos, mudou-se para Macon, Geórgia. Redding largou a escola aos 15 anos para sustentar sua família, trabalhando com a banda de apoio de Little Richard, The Upsetters, e se apresentando em shows de talentos no histórico Douglass Theatre, em Macon. Em 1958, juntou-se à banda de Johnny Jenkins, Ther Pinetoppers, com quem fez uma digressão pelos estados do Sul como cantor e condutor. Uma aparição não programada em uma sessão de gravação da Stax levou a um contrato e seu primeiro single, "These Arms of Mine", em 1962.
Stax lançou o álbum de estreia de Redding, Pain in My Heart, dois anos depois. Inicialmente popular principalmente entre os afro-americanos, Redding mais tarde alcançou um público mais amplo de música pop americana. Junto com seu grupo, ele fez pela primeira vez pequenos shows no Sul dos Estados Unidos. Mais tarde, ele se apresentou no popular clube noturno de Los Angeles Whiskey a Go Go e viajou pela Europa, se apresentando em Londres, Paris e outras cidades importantes. Ele também se apresentou no Monterey Pop Festival em 1967.
Pouco antes de sua morte em um acidente de avião, Redding escreveu e gravou seu icônico hit "(Sittin 'On) The Dock of the Bay" com Steve Cropper. A canção se tornou o primeiro álbum póstumo número um nas paradas da Billboard Hot 100 e R&B. O álbum The Dock of the Bay foi o primeiro álbum póstumo a alcançar o número um na parada de álbuns do Reino Unido. A morte prematura de Redding devastou Stax. Já à beira da falência, a gravadora logo descobriu que a divisão Atco da Atlantic Records detinha os direitos de todo o seu catálogo de canções.
Redding recebeu muitos prêmios póstumos, incluindo dois Grammy Awards, o Grammy Lifetime Achievement Award e a introdução no Rock and Roll Hall of Fame e Songwriters Hall of Fame. Além de "(Sittin 'On) The Dock of the Bay", "Respect" e "Try a Little Tenderness" estão entre suas canções mais conhecidas.

## Primeiros anos
Redding nasceu em Dawson, Geórgia, o quarto de seis filhos e o primeiro filho de Otis Redding Sênior e Fannie Roseman. Redding Sr. era meeiro e depois trabalhou na Robins Air Force Base, perto de Macon, e ocasionalmente pregou em igrejas locais. Quando Otis tinha três anos, a família mudou-se para Tindall Heights, um projeto de habitação pública predominantemente afro-americano em Macon. Em uma idade precoce, Redding cantou no coro da Igreja Batista de Vineville e aprendeu violão e piano. Aos 10 anos, ele teve aulas de canto e bateria. Na Ballard-Hudson High School, ele cantou na banda da escola. Todos os domingos, ele ganhava US $ 6 tocando canções gospel para a estação de rádio WIBB de Macon, and he won the $5 prize in a teen talent show for 15 consecutive weeks.  Sua paixão era cantar, e ele frequentemente citava Little Richard e Sam Cooke como influências. Redding disse que ele "não estaria aqui" sem Little Richard e que ele "entrou no mundo da música por causa de Richard - ele é minha inspiração. Eu costumava cantar como Little Richard, seu rock 'n' roll ... Meu presente a música tem muito dele nela. "
Aos 15 anos, Redding deixou a escola para ajudar financeiramente a sustentar sua família; seu pai contraiu tuberculose e era frequentemente hospitalizado, deixando sua mãe como a principal fonte de renda da família. Ele trabalhou como escavador de poços, como frentista de posto de gasolina e ocasionalmente como músico. A pianista Gladys Williams, uma musicista localmente conhecida em Macon e outra que inspirou Redding, costumava se apresentar no Hillview Springs Social Club, e Redding às vezes tocava piano com sua banda lá. Williams organizou shows de talentos aos domingos, aos quais Redding compareceu com dois amigos, os cantores Little Willie Jones e Eddie Ross.
A descoberta de Redding veio em 1958 com o disc jockey de Hamp Swain "The Teenage Party", um concurso de talentos nos cinemas locais Roxy e Douglass. Johnny Jenkins, um guitarrista de destaque local, estava na platéia e, achando que a banda de apoio de Redding carecia de habilidades musicais, se ofereceu para acompanhá-lo. Redding cantou "Heebie Jeebies", de Little Richard. A combinação permitiu que Redding ganhasse o concurso de talentos de Swain por quinze semanas consecutivas; o prêmio em dinheiro foi de $ 5 (o equivalente a US$44 em 2019) Jenkins mais tarde trabalhou como guitarrista principal e tocou com Redding durante vários shows posteriores. Redding logo foi convidado para substituir Willie Jones como frontman de Pat T. Cake and the Mighty Panthers, com Johnny Jenkins. Redding foi então contratado pelos Upsetters quando Little Richard abandonou o rock and roll em favor da música gospel. Redding era bem pago, ganhando cerca de US $ 25 por gig (o equivalente a US $ 222 em 2019),mas não demorou muito. Em meados de 1960, Otis mudou-se para Los Angeles com sua irmã, Deborah, enquanto sua esposa Zelma e os filhos ficaram em Macon, Geórgia. Em Los Angeles, Redding gravou suas primeiras canções, incluindo "Tuff Enuff" escrita por James McEachin, "Ela está bem", escrita com McEachin, e dois Redding escreveu sozinho, chamados "I'm Gettin 'Hip" e "Gamma Lamma" ( que gravou como single em 1961, com o título "Shout Bamalama").

## Carreira

### Início de carreira
Como membro do Pat T. Cake e dos Mighty Panthers, Redding percorreu o sul dos Estados Unidos no Chitlin 'Circuit, uma série de locais que foram hospitaleiros para os artistas afro-americanos durante a era da segregação racial, que durou até o início dos anos 1960.
Johnny Jenkins deixou a banda para se tornar o artista principal com os Pinetoppers. Nessa época, Redding conheceu Phil Walden, o futuro fundador da gravadora Phil Walden and Associates, e mais tarde Bobby Smith, que dirigia o pequeno selo Confederate Records. Ele assinou com a Confederate e gravou seu segundo single, "Shout Bamalama" (uma reescrita "Gamma Lamma") e "Fat Girl", junto com sua banda Otis and the Shooters. Nessa época, ele e os Pinetoppers compareceram a um show "Battle of the Bands" no Lakeside Park. Wayne Cochran, o único artista solo contratado pela Confederate, tornou-se baixista do Pinetoppers.
Quando Walden começou a procurar uma gravadora para Jenkins, o representante da Atlantic Records, Joe Galkin mostrou interesse e por volta de 1962 o mandou para o estúdio Stax em Memphis. Redding levou Jenkins para a sessão, pois este não tinha carteira de motorista. A sessão com Jenkins, apoiada por Booker T. & the M.G.'s, foi improdutiva e terminou cedo; Redding teve permissão para executar duas canções. O primeiro foi "Hey Hey Baby", que o chefe do estúdio Jim Stewart achou que parecia muito com Little Richard. O segundo foi "These Arms of Mine", com Jenkins na guitarra e Steve Cropper no piano. Stewart mais tarde elogiou a performance de Redding, dizendo: "Todo mundo estava pensando em ir para casa, mas Joe Galkin insistiu em que ouvíssemos Otis. Havia algo diferente sobre [a balada]. Ele realmente colocou sua alma nisso." Stewart assinou com Redding e lançou "These Arms of Mine", com "Hey Hey Baby" no lado B. O single foi lançado pela Volt em outubro de 1962 e planejado em março do ano seguinte. Tornou-se uma de suas canções de maior sucesso, vendendo mais de 800.000 cópias.

### Apollo Theater e Otis Blue
"These Arms of Mine" e outras canções das sessões de 1962 a 1963 foram incluídas no álbum de estreia de Redding, Pain in My Heart. "Isso é o que meu coração precisa" e "Mary's Little Lamb" foram gravadas em junho de 1963. A última é a única faixa do Redding com canto de fundo e metais. Tornou-se seu single mais vendido. A faixa-título, gravada em setembro de 1963, gerou problemas de direitos autorais, pois soava como "Ruler of My Heart" de Irma Thomas. Apesar disso, Pain in My Heart foi lançado em março de 1964, com o single alcançando a posição 11 na parada de R&B, a posição 61 na Billboard Hot 100 e o álbum na posição 103 na Billboard 200.
Em novembro de 1963, Redding, acompanhado por seu irmão Rodgers e um associado, o ex-boxeador Sylvester Huckaby (um amigo de infância de Redding), viajou para nova Iorque para se apresentar no Apollo Theatre para a gravação de um álbum ao vivo para a Atlantic Records. Redding e sua banda recebiam $ 400 por semana (o equivalente a US $ 3.340 em 2019), mas tiveram que pagar $ 450 (o equivalente a US $ 3.758 em 2019) pela partitura da banda house, liderada por King Curtis, que os deixava em situação financeira dificuldade. O trio pediu dinheiro a Walden. A descrição de Huckaby das circunstâncias em que vivem no "grande e velho esfarrapado" Hotel Theresa é citada por Peter Guralnick em seu livro Sweet Soul Music. Ele observou que conheceu Muhammad Ali e outras celebridades. Ben E. King, que era a atração principal do Apollo quando Redding lá se apresentou, deu-lhe $ 100 (o equivalente a US $ 835 em 2019) quando soube da situação financeira de Redding. O álbum resultante contou com King, The Coasters, Doris Troy, Rufus Thomas, The  Falcons e Redding. Nessa época, Walden e Rodgers foram convocados pelo exército; O irmão mais novo de Walden, Alan, juntou-se a Redding em turnê, enquanto Earl "Speedo" Simms substituiu Rodgers como gerente de estrada de Redding.
A maioria das canções de Redding depois de "Security", de seu primeiro álbum, teve um andamento lento. Disc jockey A. C. Moohah Williams conformidade rotulou-o como "Mr. Pitiful", e, posteriormente, Cropper e Redding escreveram a canção homônima. Esse e os 100 melhores singles "Chained and Bound", "Come to Me" e "That's How Strong My Love Is" foram incluídos no segundo álbum de estúdio de Redding, The Great Otis Redding Sings Soul Ballads, lançado em março de 1965. Jenkins começou a trabalhar independentemente do grupo por medo de que Galkin, Walden e Cropper plagiassem seu estilo de tocar, e então Cropper se tornou o guitarrista principal de Redding. Por volta de 1965, Redding co-escreveu "I've Been Loving You Too Long" com Jerry Butler, o ex-vocalista do The Impressions. Naquele verão, Redding e a equipe do estúdio arranjaram novas canções para seu próximo álbum. Dez das onze canções foram gravadas em um período de 24 horas nos dias 9 e 10 de julho em Memphis. Duas canções, "Ole Man Trouble" e "Respect", foram finalizadas antes, durante a sessão do Otis Blue. "Respect" e "I've Been Loving You" foram posteriormente gravados em estéreo. O álbum, intitulado Otis Blue: Otis Redding Sings Soul, foi lançado em setembro de 1965. Otis Blue também inclui o amado cover de Redding de "A Change Is Gonna Come" de Sam Cooke em 1965 .

### Whisky a Go Go e"Try a Little Tenderness
O sucesso de Redding permitiu-lhe comprar uma fazenda de 300 acres (1,2 km²) na Geórgia, que ele chamou de"Big O Ranch." Stax também estava bem. Walden contratou mais músicos, incluindo Percy Sledge, Johnnie Taylor, Clarence Carter e Eddie Floyd, e junto com Redding, eles fundaram duas empresas de produção. A "Jotis Records" (derivada de Joe Galkin e Otis) lançou quatro gravações, duas de Arthur Conley e uma de Billy Young e Loretta Williams. A outra se chamava Redwal Music (derivado de Redding e Walden), que foi encerrado logo após sua criação. Como os afro-americanos ainda formavam a maioria dos fãs, Redding escolheu se apresentar no Whiskey a Go Go na Sunset Strip em Los Angeles. Redding foi um dos primeiros artistas de soul a se apresentar para o público de rock no oeste dos Estados Unidos. Seu desempenho foi aclamado pela crítica, incluindo a imprensa positiva no Los Angeles Times, e ele penetrou na cultura popular mainstream. Bob Dylan compareceu à apresentação e ofereceu a Redding uma versão alterada de uma de suas canções, "Just Like a Woman".
No final de 1966, Redding voltou ao estúdio Stax e gravou várias faixas, incluindo "Try a Little Tenderness", escrita por Jimmy Campbell, Reg Connelly e Harry M. Woods em 1932.  Essa música havia sido gravada anteriormente por Bing Crosby e Frank Sinatra, e os editores tentaram, sem sucesso, impedir Redding de gravar a música de uma "perspectiva negra". Hoje, muitas vezes considerado sua canção de assinatura,  Jim Stewart calculou: "Se há uma canção, uma performance que realmente resume Otis e o que ele é, é 'Try a Little Tenderness'. Essa performance é tão especial e tão única que expressa quem ele é." Nesta versão, Redding foi apoiado por Booker T. & the M.G.'s, enquanto o produtor Isaac Hayes trabalhou no arranjo.  "Try a Little Tenderness" foi incluída em seu próximo álbum, Complete & Unbelievable: The Otis Redding Dictionary of Soul. A canção e o álbum foram crítica e comercialmente bem-sucedidos - o primeiro alcançou o número 25 na parada Billboard Hot 100 e o número 4 na parada R&B."
A primavera de 1966 marcou a primeira vez que a Stax agendou shows para seus artistas. A maioria do grupo chegou a Londres em 13 de março, mas Redding tinha voado dias antes para entrevistas, como no "The Eamonn Andrews Show". Quando a equipe chegou a Londres, os Beatles enviaram uma limusine para buscá-los.  O agente de reservas Bill Graham propôs que Redding tocasse no Auditório Fillmore no final de 1966. O show foi comercial e criticamente bem-sucedido, pagando a Redding cerca de US $ 800 a US $ 1000 (o equivalente a US$7,880 em 2019) em uma noite. Isso levou Graham a comentar depois: "Esse foi o melhor show que fiz em toda a minha vida." Redding começou uma turnê pela Europa seis meses depois.

### Carla Thomas
Em março de 1967, Stax lançou King & Queen, um álbum de duetos entre Redding e Carla Thomas, que se tornou um disco de ouro. Foi ideia de Jim Stewart produzir um álbum em dueto, já que ele esperava que "a crueza [de Redding] e a sofisticação [de Thomas] funcionassem". O álbum foi gravado em janeiro de 1967, enquanto Thomas ganhava seu mestrado em inglês na Howard University. Seis entre dez canções foram cortadas durante a sessão conjunta; o resto foi dobrado por Redding nos dias seguintes, por causa de suas obrigações no concerto. Três singles foram retirados do álbum: "Tramp" foi lançado em abril, seguido por "Knock on Wood" e "Lovey Dovey". Todos os três alcançaram pelo menos o top 60 nas paradas de R&B e Pop. O álbum alcançou as posições 5 e 36 nas paradas Billboard Pop e R&B, respectivamente.
Redding voltou à Europa para se apresentar no Olympia de Paris. O álbum ao vivo Otis Redding: Live in Europe foi lançado três meses depois, apresentando esta e outras apresentações ao vivo em Londres e Estocolmo, na Suécia.  Sua decisão de levar seu protegido Conley (a quem Redding e Walden haviam contratado diretamente para Atco / Atlantic Records em vez de Stax / Volt) na turnê, em vez de artistas mais consagrados da Stax/Volt, como Rufus Thomas e William Bell, produziu reações negativas .

### Monterey Pop
Em 1967, Redding se apresentou no influente Monterey Pop Festival como a atração de encerramento na noite de sábado, o segundo dia do festival. Ele foi convidado pelos esforços do promotor Jerry Wexler. Até aquele ponto, Redding ainda se apresentava principalmente para o público negro.  Na época, ele "não era considerado um artista comercialmente viável no mercado americano branco convencional". Mas depois de entregar uma das performances mais elétricas da noite, e ter sido o ato que mais envolveu o público, "sua apresentação no Monterey Pop foi, portanto, uma progressão natural de aclamação local para nacional, ... o ponto de viragem decisivo em A carreira de Otis Redding. "Sua atuação incluiu sua própria canção "Respect" e uma versão de "Satisfaction" dos Rolling Stones. Redding e sua banda de apoio (Booker T. & the M.G.'s com a seção de metais de Mar-Keys) abriram com "Shake" de Sam Cooke, após o qual ele fez um discurso improvisado, perguntando ao público se eles eram a "multidão do amor" e procurando uma grande resposta. Seguiu-se a balada "I've Been Loving You". A última canção foi "Try a Little Tenderness", incluindo um refrão adicional. "Tenho que ir, galera, não quero ir", disse Redding e deixou o palco de seu último grande show. De acordo com Booker T. Jones, "acho que fizemos um de nossos melhores shows, Otis and the MG's. Fomos incluídos nisso também foi um fenômeno. O fato de estarmos lá? Com aquelas pessoas? Eles estavam nos aceitando e essa foi uma das coisas que realmente comoveram Otis. Ele ficou feliz por ser incluído e isso lhe trouxe um novo público. Foi muito expandido em Monterey. " De acordo com a Sweet Soul Music, músicos como Brian Jones e Jimi Hendrix ficaram cativados por sua atuação; Robert Christgau escreveu na revista Esquire: "The Love Crowd gritou a mente para os céus."
Antes de Monterey, Redding queria gravar com Conley, mas Stax foi contra a ideia. Os dois se mudaram de Memphis para Macon para continuar escrevendo. O resultado foi "Sweet Soul Music" (baseado em "Yeah Man" de Cooke),que atingiu o número 2 na Billboard Hot 100. Naquela época, Redding havia desenvolvido pólipos na laringe, que tentava tratar com chá e limão ou mel. Ele foi hospitalizado em setembro de 1967 no Hospital Mount Sinai em nova Iorque para se submeter a uma cirurgia.

### "Dock of the Bay"
No início de dezembro de 1967, Redding gravou novamente na Stax. Uma nova música foi "(Sittin 'On) The Dock of the Bay", que foi escrita com Cropper. Redding foi inspirado no álbum dos Beatles, Sgt. Pepper's Lonely Hearts Club Band e tentou criar um som semelhante, contra a vontade da gravadora. Sua esposa Zelma não gostou da melodia atípica. A equipe da Stax também estava insatisfeita com o novo som; Stewart achava que não era R&B, enquanto o baixista Donald "Duck" Dunn temia que isso prejudicasse a reputação de Stax. No entanto, Redding queria expandir seu estilo musical e achou que era sua melhor música, acreditando corretamente que chegaria ao topo das paradas. Ele assobiou no final, esquecendo-se do "fadeout rap" de Cropper ou parafraseando-o intencionalmente.

## Vida pessoal e morte
Redding, que tinha 1,9 m de altura e pesava 100 quilos, era um homem de família atlético que amava futebol americano e caça. Ele foi descrito como vigoroso, confiável e divertido, assim como um empresário de sucesso. Ele era ativo em projetos filantrópicos. Seu grande interesse pela juventude negra o levou a planos de um acampamento de verão para crianças carentes.

### Casamento e filhos
Aos 18 anos, Redding conheceu Zelma Atwood, de 15 anos, na "Festa do Adolescente". Ela deu à luz seu filho Dexter no verão de 1960 e se casou com Redding em agosto de 1961.Em meados de 1960, Otis mudou-se para Los Angeles com sua irmã, Deborah, enquanto Zelma e os filhos ficaram em Macon, na Geórgia.
Redding e sua esposa tiveram quatro filhos: Dexter Redding, Demetria Redding, Karla Redding e Otis Redding III. Otis, Dexter e o primo Mark Lockett fundaram posteriormente The Reddings, uma banda administrada por Zelma. Ela também manteve ou trabalhou no serviço de zeladoria Maids Over Macon, em várias casas noturnas e agências de reservas.

### Fortuna
A música de Redding o tornou rico. De acordo com vários anúncios, ele tinha cerca de 200 ternos e 400 pares de sapatos e ganhava cerca de US$ 35.000 por semana com seus shows. Ele gastou cerca de US$ 125.000 no "Big O Ranch". Como proprietário da Otis Redding Enterprises, suas apresentações, empreendimentos de publicação de música e royalties de vendas de discos renderam a ele mais de um milhão de dólares somente em 1967. Naquele ano, disse um colunista, "ele vendeu mais discos do que Frank Sinatra e Dean Martin juntos." Após o lançamento de Otis Blue, Redding tornou-se um artista de "catálogo", o que significa que seus álbuns não foram sucessos de bilheteria, mas que venderam de forma constante ao longo do tempo.

## Morte
Em 1967, a banda estava viajando para apresentações no avião Beechcraft H18 de Redding. Em 9 de dezembro, eles apareceram no programa de televisão Upbeat, produzido em Cleveland. Eles fizeram três shows em duas noites em um clube chamado Leo's Casino. Depois de um telefonema com sua esposa e filhos, a próxima parada de Redding foi Madison, Wisconsin; no dia seguinte, domingo, 10 de dezembro, eles iriam se apresentar na boate Factory, perto da Universidade de Wisconsin.
Embora o tempo estivesse ruim, com chuva forte e neblina, e apesar dos avisos, o avião decolou. A 6,4 km de seu destino em Truax Field em Madison, o piloto Richard Fraser pediu permissão para pousar pelo rádio. Pouco depois, o avião caiu no Lago Monona. Ben Cauley, membro do Bar-Kays, o único sobrevivente do acidente, estava dormindo pouco antes do acidente. Ele acordou pouco antes do impacto e viu o colega de banda Phalon Jones olhar pela janela e exclamar: "Oh, não!" Cauley disse que a última coisa de que se lembrava antes do acidente foi soltar o cinto de segurança. Ele então se viu em água gelada, segurando uma almofada do assento para se manter à tona.Como não sabia nadar, ele foi incapaz de resgatar os outros. A causa do acidente nunca foi determinada. James Brown afirmou em sua autobiografia The Godfather of Soul que ele tinha avisado para Redding não voar no plano. As outras vítimas do acidente foram quatro membros do Bar-Kays - o guitarrista Jimmy King, o saxofonista tenor Phalon Jones, o organista Ronnie Caldwell e o baterista Carl Cunningham; seu valete, Matthew Kelly; e o piloto Fraser.
O corpo de Redding foi recuperado no dia seguinte, quando o lago foi revistado. A família adiou o funeral de 15 de dezembro para 18 de dezembro, para que mais pessoas pudessem comparecer. A cerimônia ocorreu no City Auditorium in Macon. Mais de 4.500 pessoas compareceram ao funeral, lotando o salão de 3.000 lugares. Johnny Jenkins e Isaac Hayes não compareceram, temendo que sua reação fosse pior do que a de Zelma Redding. Redding foi sepultado em seu rancho em Round Oak, cerca de 32 km ao norte de Macon. Jerry Wexler fez o elogio. Redding morreu apenas três dias depois de regravar "(Sittin 'On) The Dock of the Bay," e deixou Zelma e quatro filhos, Otis III, Dexter, Demetria e Karla. Em 8 de novembro de 1997, uma placa memorial foi colocada no convés à beira do lago do centro de convenções de Madison, Monona Terrace.

### Lançamentos póstumos e propostas de gravações e aparições na televisão
"(Sittin 'On) The Dock of the Bay" foi lançado em janeiro de 1968. Tornou-se o único single de Redding a alcançar o número um na Billboard Hot 100 e o primeiro single póstumo número um na história das paradas dos Estados Unidos. Vendeu aproximadamente quatro milhões de cópias em todo o mundo e recebeu mais de oito milhões de airplays. O álbum The Dock of the Bay foi o primeiro álbum póstumo a alcançar o primeiro lugar na parada de álbuns do Reino Unido.
Pouco depois da morte de Redding, a Atlantic Records, distribuidora dos lançamentos da Stax / Volt, foi comprada pela Warner Bros. A Stax foi obrigada a renegociar seu acordo de distribuição e ficou surpresa ao saber que a Atlantic, na verdade, possuía todo o catálogo da Stax / Volt. Stax não conseguiu recuperar os direitos de suas gravações e rompeu seu relacionamento com a Atlantic. Atlantic também detinha os direitos de todos os masters Otis Redding não lançados. Tinha material suficiente para três álbuns de estúdio - The Immortal Otis Redding (1968), Love Man (1969) e Tell the Truth (1970) - todos lançados pelo selo Atco Records. Vários singles de sucesso emergiram desses LPs, entre eles "Amen" (1968), "Hard to Handle" (1968), "I've Got Dreams to Remember" (1968), "Love Man" (1969) e "Look at That Girl" (1969). Singles também foram tirados de dois álbuns ao vivo do Redding emitidos pela Atlantic, In Person at the Whiskey a Go Go, gravado em 1966 e lançado em 1968 pela Atco, e Historic Performances Recorded At The Monterey International Pop Festival, um lançamento da Reprise Records com alguns dos as apresentações ao vivo no festival do Jimi Hendrix Experience no lado um e Redding no lado dois.
Redding teve pelo menos duas aparições na televisão agendadas para 1968; uma no The Ed Sullivan Show e a outra no The Smothers Brothers Comedy Hour.
Em setembro de 2007, a primeira antologia oficial em DVD das apresentações ao vivo de Redding foi lançada pelo Concord Music Group, então proprietário do catálogo da Stax. Dreams to Remember: The Legacy of Otis Redding apresentou 16 performances completas e 40 minutos de novas entrevistas documentando sua vida e carreira. Em 18 de maio de 2010, a Stax Records lançou uma gravação em dois discos de três sets completos de seu Whiskey a Go Go em abril de 1966.  Todos os sete sets de sua residência de três dias no local foram lançados como Live at the Whiskey a Go Go: The Complete Recordings em 2016, uma caixa de 6 CDs que ganhou um Grammy de Melhor Álbum de Encartes.
Carla Thomas afirmou que a dupla planejava gravar outro álbum de dueto em dezembro do mesmo ano, mas Phil Walden negou. Redding tinha proposto gravar um álbum com canções cortadas e rearranjadas em ritmos diferentes; por exemplo, baladas seriam uptempo e vice-versa. Outra sugestão foi gravar um álbum inteiramente composto por sucessos country.
Em 2011, Kanye West e Jay-Z lançaram Otis como single de seu álbum colaborativo, Watch the Throne. Redding foi creditado como um destaque na canção. A canção é produzida por West, que a construiu a partir de um sampler da versão de Redding de Try a Little Tenderness.

## Musicalidade

### Style
Logo no início, Redding copiou o estilo rock e soul de seu modelo, Little Richard. Ele também foi influenciado por músicos de soul como Sam Cooke, cujo álbum ao vivo Sam Cooke at the Copa foi uma forte influência, mas depois explorou outros gêneros populares. Ele estudou as gravações dos Beatles e Bob Dylan. Sua canção "Hard to Handle" tem elementos de rock and roll e influências de Eric Clapton e Jimi Hendrix. A maioria de suas canções foram categorizadas como Southern soul e Memphis soul.
Sua marca registrada era sua voz crua e capacidade de transmitir emoções fortes. Richie Unterberger do Allmusic notou seus "vocais roucos e corajosos, arranjos de metal, uma maneira emocional com melodias de festa e baladas doloridas." No livro Rock and Roll: An Introduction, os autores Michael Campbell e James Brody sugeriram que "o canto de Redding traz à mente um fervoroso pregador negro. Especialmente em números agitados, seu canto é mais do que um discurso apaixonado, mas menos do que cantar com um tom preciso." De acordo com o livro, "Redding encontra um meio-termo bruto entre a oratória apaixonada e o canto convencional. Sua entrega transborda de emoção" em sua canção "I Can't Turn You Loose". Booker T. Jones descreveu o canto de Redding como enérgico e emocional, mas disse que seu alcance vocal era limitado, não atingindo nem graves nem agudos. Peter Buckley, em  The Rough Guide to Rock, descreve sua "voz rouca, que combinava o fraseado de Sam Cooke com uma entrega mais vigorosa" e mais tarde sugeriu que ele "poderia testemunhar como um pregador obstinado, cantarolar como um amante carinhoso ou se sujar com um bocejo blues".
Redding recebeu conselhos de Rufus Thomas sobre sua aparência desajeitada no palco. Jerry Wexler disse que Redding "não sabia como se mover" e ficou parado, movendo apenas a parte superior do corpo, embora reconhecesse que Redding foi bem recebido pelo público por sua mensagem forte. Guralnick described Redding's painful vulnerability in Sweet Soul Music, as an attractive one for the audience, but not for his friends and partners. His early shyness was well known.

### Composição
No início de sua carreira, Redding fez covers principalmente canções de artistas populares, como Richard, Cooke e Solomon Burke. Em meados da década de 1960, ele começou a escrever suas próprias canções - sempre levando seu violão vermelho barato - e às vezes pedia a opinião dos membros da Stax sobre suas letras. Ele freqüentemente trabalhou nas letras com outros músicos, como Simms, Rodgers, Huckaby, Phil Walden e Cropper. Durante sua recuperação de uma operação na garganta, Redding escreveu cerca de 30 canções em duas semanas.Redding era o único detentor dos direitos autorais de todas as suas canção.
Em "(Sittin 'On) The Dock of the Bay", ele abandonou temas românticos familiares por "introspecções tristes e melancólicas, amplificadas por inesquecíveis riffs de guitarra descendentes de Cropper". O site do Songwriters Hall of Fame observou que a canção "era uma espécie chocante e sombria voz de desespero,: I've got nothin' to live for ('Eu não tenho nada para viver) /Look like nothin's gonna come my way' ('Parece que nada vai acontecer no meu caminho')" embora "sua música , em geral, estava exultante e alegre. " De acordo com a jornalista Ruth Robinson, autora do encarte do box set de 1993, "Atualmente é uma teoria revisionista igualar a alma ao lado mais sombrio da expressão musical do homem, o blues. O site Songwriters Hall of Fame acrescenta que "a exaltação glorificada de fato foi uma descrição adequada do estilo de composição e canto de Otis Redding." Booker T. Jones comparou Redding a Leonard Bernstein, afirmando: "Ele era o mesmo tipo de pessoa. Ele era um líder. Ele apenas liderava com os braços, o corpo e os dedos."
Redding preferia letras curtas e simples; quando questionado se pretendia fazer um cover de "Just Like a Woman" de Dylan, ele respondeu que a letra continha "texto demais". Além disso, ele afirmou em uma entrevista,
Basicamente, gosto de qualquer música que permaneça simples e acho que essa é a fórmula que faz o sucesso da "soul music". Quando qualquer forma de música se torna confusa e/ou complicada, você perde o ouvido do ouvinte comum. Não há nada mais bonito do que uma simples melodia de blues. Há beleza na simplicidade, quer você esteja falando sobre arquitetura, arte ou música.
Redding também foi o autor de seus arranjos de metais para gravações (às vezes difíceis), cantarolando para mostrar aos músicos o que ele tinha em mente. A gravação de "Fa-Fa-Fa-Fa-Fa (Sad Song)" captura seu hábito de cantarolar com a seção de sopros.

## Legado

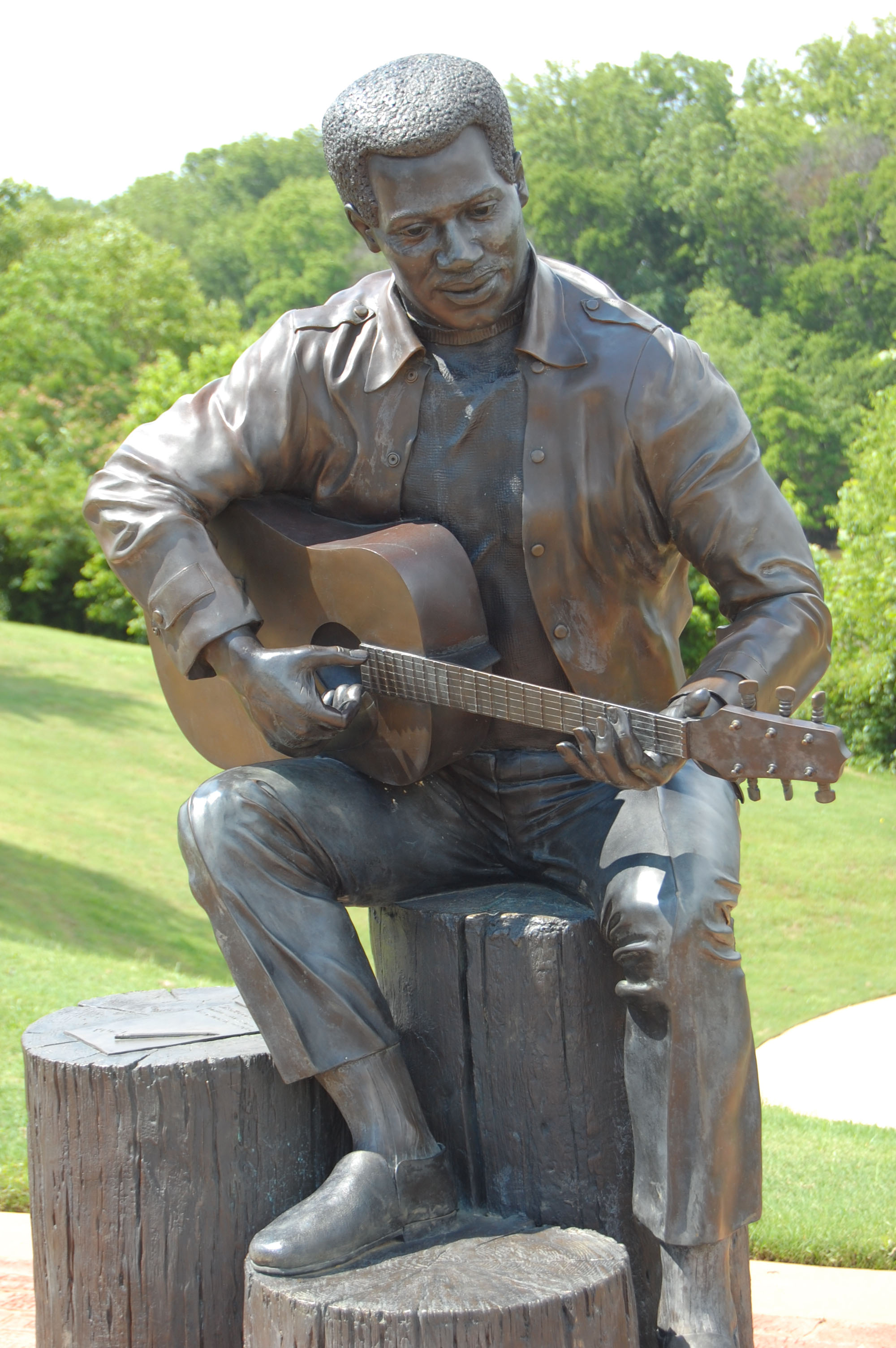
Estátua de Otis no Gateway Park, em Macon

Redding foi chamado de "Rei do Soul", um apelido honorário também usado para se referir a James Brown e Cooke. Ele continua sendo um dos artistas mais reconhecidos do gênero. Seu estilo enxuto e poderoso exemplifica o som Stax; ele foi considerado "o coração e a alma da Stax", enquanto artistas como Al Jackson, Dunn e Cropper ajudaram a expandir sua estrutura. Seu canto de garganta aberta, o tremolo / vibrato, as performances de palco maníacas e eletrizantes e a honestidade percebida eram características particulares, junto com o uso de interjeições (como "gotta, gotta, gotta"), algumas das quais vieram de Cooke. O produtor Stewart achou que o "canto implorante" foi induzido pelo estresse e reforçado pela timidez de Redding.
Artistas de vários gêneros nomearam Redding como uma influência musical. George Harrison disse que "Respect" foi uma inspiração para "Drive My Car". Os Rolling Stones também mencionaram Redding como uma grande influência. Outros artistas influenciados por Redding incluem Led Zeppelin, Grateful Dead, Lynyrd Skynyrd, the Doors, e praticamente todos os músicos de soul e R&B dos primeiros anos, como Al Green, Etta James, William Bell, Aretha Franklin, Marvin Gaye e Conley. Janis Joplin foi influenciado por seu estilo de canto, de acordo com Sam Andrew, um guitarrista de sua banda Big Brother and the Holding Company. Ela afirmou que aprendeu "a empurrar uma canção em vez de apenas deslizar sobre ela" depois de ouvir Redding.
Barry Gibb e Robin Gibb, dos Bee Gees, escreveram a canção "To Love Somebody" para Redding gravar. Ele adorou, e ele iria "cortar", como Barry disse, em seu retorno de seu show final. Eles dedicaram a canção à sua memória.

### Premios e honras
Após a morte de Redding, a Académie du Jazz (Academia de Jazz) da França nomeou um prêmio em sua homenagem. O Prix Otis Redding é atribuído ao melhor disco lançado na área do R&B. Redding foi o primeiro a receber o prêmio por The Otis Redding Story na Stax; Os seguintes vencedores do prêmio incluem Aretha Franklin, Ike & Tina Turner, and Curtis Mayfield. Em 1968, a National Association of Television and Radio Announcers (NATRA)  criou o Prêmio Otis Redding em sua homenagem.
Os leitores do jornal musical britânico Melody Maker votaram em Redding como o melhor vocalista de 1967, substituindo Elvis Presley, que havia liderado a lista nos 10 anos anteriores.
Redding ganhou postumamente dois prêmios Grammy por "(Sittin 'On) The Dock of the Bay" no 11º Grammy Awards em 1969. O Rock and Roll Hall of Fame introduziu Redding em 1989, declarando seu nome ser "sinônimo do termo soul music que surgiu da experiência negra na América por meio da transmutação do gospel e do rhythm and blues em uma forma de testemunho secular e funky ." Em 1988, ele foi introduzido no Georgia Music Hall of Fame. Cinco anos depois, os Correios dos Estados Unidos emitiram um selo postal comemorativo de 29 centavos em sua homenagem. Redding foi introduzido no Songwriters Hall of Fame em 1994, e em 1999 ele recebeu o prêmio Grammy pelo conjunto de sua obra. O Rock and Roll Hall of Fame incluiu três gravações de Redding, "Shake", "(Sittin 'On) The Dock of the Bay" e "Try a Little Tenderness", em sua lista de "As 500 cançõesque deram forma ao rock and roll".
A revista de música americana Rolling Stone classificou Redding em 21º lugar em sua lista dos "100 Maiores Artistas de Todos os Tempos" e oitavo em sua lista dos "100 maiores cantores de todos os tempos". Q classificou Redding em quarto lugar entre os "100 melhores cantores", atrás apenas de Frank Sinatra, Franklin e Presley.
Cinco de seus álbuns, Otis Blue: Otis Redding Sings Soul, Dreams to Remember: The Otis Redding Anthology, The Dock of the Bay, Complete & Unbelievable: The Otis Redding Dictionary of Soul and Live in Europe, foram classificados pela Rolling Stone em seu lista dos 500 melhores álbuns de todos os tempos. O primeiro álbum foi escolhido para elogios por críticos musicais; além da lista da Rolling Stone em 74º lugar, a NME a classificou em 35º lugar em sua lista dos "Melhores Álbuns de Todos os Tempos". O crítico musical Robert Christgau disse que Otis Blue foi "o primeiro grande álbum de um dos poucos artistas confiáveis de longa data do soul", and that Redding's "original LPs were among the most intelligently conceived black albums of the '60s".
Em 2002, a cidade de Macon homenageou seu filho nativo com a inauguração de uma estátua memorial (32° 50′ 19,05″ N, 83° 37′ 17,3″ O) no Gateway Park da cidade. O parque fica próximo à Ponte Otis Redding Memorial, que cruza o rio Ocmulgee. A Rhythm and Blues Foundation nomeou Redding como o destinatário do Prêmio Pioneer de 2006. A Billboard concedeu a Redding o "Prêmio de Excelência Otis Redding" no mesmo ano.  Um ano depois, ele foi introduzido no Rockwalk de Hollywood, na Califórnia.
Em 2007, a viúva de Otis Redding fundou a Fundação Otis Redding em homenagem a seu marido. A missão da Otis Redding Foundation é capacitar, enriquecer e motivar todos os jovens por meio de programas que envolvem música, escrita e instrumentação. A Fundação continua a oferecer programas de educação musical e artística em Macon.
Em 17 de agosto de 2013, em Cleveland, Ohio, cidade onde fez seu último show no Leo's Casino, Redding foi introduzido na aula inaugural da Rhythm & Blues Music Hall of Fame da Universidade Estadual de Cleveland.

## Discografia
- 1964 - Pain in My Heart
- 1965 - The Great Otis Redding Sings Soul Ballads
- 1966 - The Soul Album
- 1966 - Complete & Unbelievable: The Otis
- 1966 - Otis Blue: Otis Redding Sings Soul
- 1966 - Remembering
- 1967 - King & Queen
- 1967 - Live in Europe
- 1968 - (Sittin' On) the Dock of the Bay
- 1968 - The Immortal Otis Redding
- 1968 - In Person at the Whisky a Go Go
- 1969 - Love Man
- 1970 - Tell the Truth
- 1992 - Remember Me
- 1993 - Good to Me: Live at the Whiskey a Go Go, Vol. 2